# Pierre Assouline
Pierre Assouline (nascido em 17 de abril de 1953) é um escritor e jornalista francês. Ele nasceu em Casablanca, Marrocos em uma família judia. Publicou vários romances e biografias, além de contribuir com artigos para a mídia impressa e transmissões para o rádio.
Como biógrafo, ele cobriu uma gama diversificada e eclética de assuntos, incluindo:
- Henri Cartier-Bresson, o lendário fotógrafo
- Marcel Dassault, o pioneiro da aeronáutica
- Gaston Gallimard, o editor
- Hergé, o criador de The Adventures of Tintin
- Daniel-Henry Kahnweiler, o negociante de arte
- Georges Simenon, o romancista detetive e criador do Inspetor Maigret

Como jornalista, Assouline trabalhou para as principais publicações francesas Lire e Le Nouvel Observateur. Ele também publica um blog, "La république des livres".

## Wikipédia
Assouline foi o editor da La Révolution Wikipédia, uma coleção de ensaios de estudantes de pós-graduação em jornalismo sob sua supervisão. Assouline contribuiu com o prefácio. 
Em 7 de janeiro de 2007, Assouline publicou um post no blog criticando a entrada da Wikipedia sobre o Caso Dreyfus.